# Paulo Alho
Paulo Alho (ur. 26 grudnia 1980 roku w Sesimbrze) – portugalski kierowca wyścigowy.

## Kariera
Alho rozpoczął karierę w wyścigach samochodowych w 2000 roku od startów w Open Telefonica by Nissan, gdzie jednak nie był klasyfikowany. Rok później w tej samej serii zdobył już osiemnaście punktów. Dało mu to piętnaste miejsce w klasyfikacji generalnej. W sezonie 2002 Portugalczyk kontynuował starty w wyścigach Nissana, jednak w Formule Nissan 2000. Z dorobkiem 64 punktów uplasował się tam na ósmej pozycji w końcowej klasyfikacji kierowców. Po ośmiu latach przerwy powrócił do ścigania w 2010 roku w wyścigach Mini Challenge Spain, gdzie był 22.